# Lerista simillima
Espèce
Lerista simillima est une espèce de sauriens de la famille des Scincidae.

## Répartition
Cette espèce est endémique d'Australie-Occidentale en Australie.

## Publication originale
- Storr, 1984 : A new Lerista (Lacertilia: Scincidae) from Western Australia. Records of the Western Australian Museum, vol. 11, no 3, p. 287-290 (texte intégral).